# Dar Tucker
Darquavis Lamar Tucker, detto Dar (Saginaw, 11 aprile 1988), è un cestista statunitense naturalizzato giordano.

## Carriera
Con la Giordania ha disputato i Campionati mondiali del 2019 e i Campionati asiatici del 2022.

## Palmarès

### Squadra
- Liga Nacional de Básquet: 3

San Lorenzo: 2017-2018, 2018-2019, 2020-2021
- FIBA Americas League: 2

San Lorenzo: 2018, 2019
- Coppa Intercontinentale: 1

Flamengo: 2022

### Individuale
- NBA Development League Most Improved Player Award (2011)